# 다이안 샐린저
다이앤 샐린저(Diane Salinger, 1951년 1월 25일 ~ )는 미국의 성우, 배우이다.
윌밍턴에서 태어났다.

## 출연 작품

### 영화
- 타이탄의 지배자 (1985)
- 피위의 대모험 (1985)
- 살의의 아침 (1986)
- 마피아 알 카포네 (1987, The Verne Miller Story)
- Maybe Baby (1988)
- 사랑의 기쁨 (1991)
- 배트맨 2 (1992)
- 미녀 탐정 샘 (1992, Stormy Weathers)
- 블라인드 키스 (1995, One Night Stand)
- Last Summer in the Hamptons (1995)
- 주홍글씨 (1995)
- Guy (1996)
- 판타스틱 소녀백서 (2000)
- 휴게소 (2006) - 마더 역
  - 휴게소 2: 뒤돌아 보지마 (2008)
- 다크 하우스 (2009)
- 테리 (2011, Terri)
- Just 45 Minutes from Broadway (2012) - 비비언 쿠퍼 아이작스 역
- 프리덤 (2014, Freedom) - 페니 역
- Forever (2015) - 힐러리 역

### 텔레비전
- 검은 독수리 (1986, On Wings of Eagles)
- 카니발 (2003-05)
- 더 영 앤 더 레스트리스 (2008)